# Lupe Fiasco
Wasalu Muhammad Jaco (n. 16 februarie 1982), cunoscut mai bine după numele de scenă Lupe Fiasco, este un rapper și producător muzical american al 1st and 15th Entertainment. Ajunge în atenția publicului în 2006 după recenziile favorabile ale albumului său de debut, Lupe Fiasco's Food & Liquor. Fiasco cântă și produce, de asemenea, pentru formația de muzică punk Japanese Cartoon.

## Viața și cariera

### 1982–2005: Copilăria și începutul carierei
Fiasco s-a născut Wasalu Muhammad Jaco pe 16 februarie 1982  în Chicago, Illinois. Născut din descendenți ai Africii de Vest, a fost unul din cei nouă copii ai mamei sale Shirley, bucătar șef și Gregory, un inginer. Tatăl său, care era un membru al partidului  Black Panther  era un foarte bun toboșar ,  profesor  de  karate și proprietar al unor școli de  karate . Fiasco a fost crescut ca musulman în partea de vest a orașului  Chicago. La vârsta de  trei ani, Fiasco a  început  să facă arte  marțiale . La  vârsta de 10 ani, a câștigat prima sa centură neagră. A urmat cursurile liceului Thornton Township din orașul  Harvey, Illinois.  Inițial  el "ura" muzica hip-hop pentru versurile vulgare.  A început să facă rap de când era în clasa a opta, iar când a ascultat albumul lui Nas din 1996 “It Was Written” a început să se îndrăgostească de hip – hop. Crescând lui Fiasco I s-a dat porecla de Lu reprezentând ultima parte a primului său nume dat de către mama sa.  "Lupe" este o prelungire a acestei porecle, pe care a împrumutat-o de la un coleg din liceu. "Fiasco," spune el, "a venit de la albumul trupei Firm. Au avut un cântec, "Firm Fiasco". Mi-a plăcut modul cum apărea pe hârtie “. La vârsta de 19 ani, Fiasco era într-un grup numit Da Pak. Au semnat un contract cu Epic Records și au scos pe piață un single înainte să se separe. Fiasco mai târziu a semnat un contract solo cu Arista Records dar i-a fost reziliat contractul când președintele și directorul executiv  L. A. Reid a fost concediat. În  acest timp, a avut  apariții pe  melodii cum ar fi "Kiss Me" și "Didn't You Know" ale artistului Tha Rayne și de asemenea pe melodia This Life a artistului K Foxx din 2004. El a scos cântecul “ Coulda Been” pe o compilație a MTV – ului Advance Warning. În 2005 el a fost distribuit pe cântecul lui Kanye West “ Touch the sky”. Aceste colaborări ale sale plus ”mixtap- ul său cu accente politice “Conflict Diamonds” inspirat din cântecul lui Kanye West “Diamonds From Sierra Leone,” la fel și melodia “Kick , Push’ despre skateboard, toate acestea au atras atenția fanilor hip-hop“ aducându-i noului artist un interes deosebit din partea publicului, spunea revista Exclaim! În anul 2006.